# 4841 Манџиро
4841 Manjiro је астероид главног астероидног појаса са средњом удаљеношћу од Сунца која износи 2,309 астрономских јединица (АЈ).
Апсолутна магнитуда астероида је 13,8.
Добила је име по Накахами Манџиру.